# Schruppen

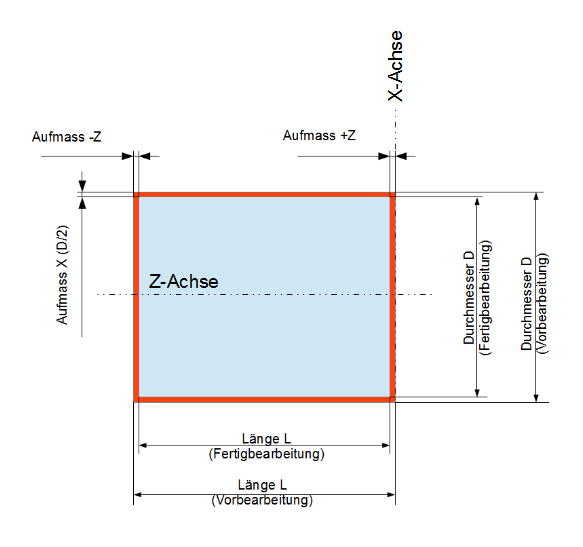
Schema Schruppen und Aufmaße

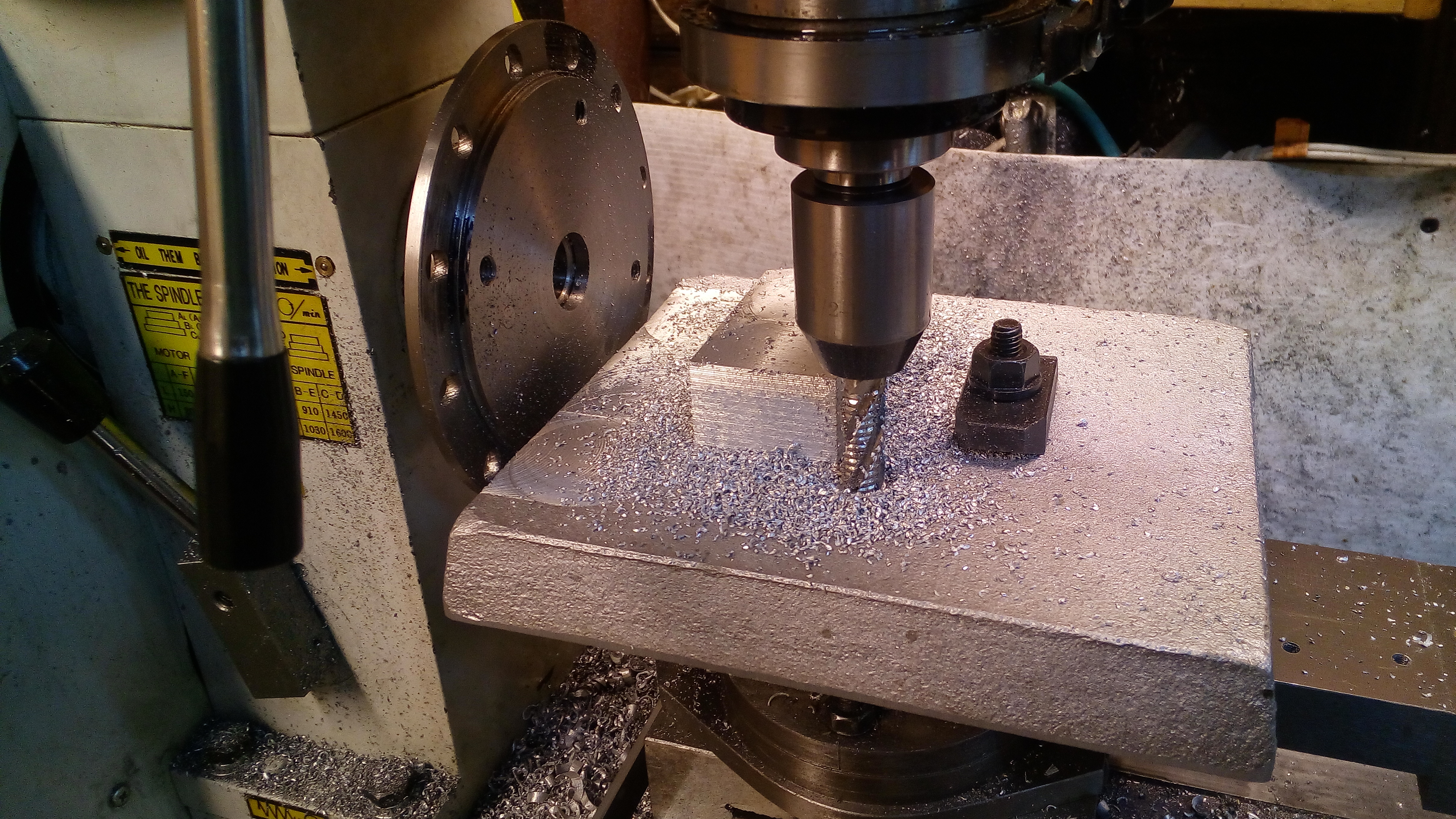
Schruppfräsen

Schruppen bezeichnet bei spanenden Fertigungsverfahren das zerspanende Vorbearbeiten von Werkstücken mit großen Zeitspanvolumen. 
Beim Spanen mit geometrisch unbestimmter Schneide kann das Schruppen auch als Grobschleifen bezeichnet werden.
Beim Spanen mit geometrisch bestimmter Schneide werden Schruppverfahren besonders beim Drehen und Fräsen angewendet und dienen dazu, das Werkstück der Endkontur zunächst anzunähern. Das wird erreicht durch grobzahnige Werkzeuge, große Schnitttiefen, große Vorschübe und niedrige Schnittgeschwindigkeiten, so dass Späne mit einem relativ großen Volumen entstehen. Der Schruppvorgang hinterlässt meist raue Oberflächen mit geringer Maßhaltigkeit.
Die Differenz zwischen dem vorbearbeiteten Teil (Schruppbearbeitung) und dem Fertigteil wird als Aufmaß bezeichnet. Die exakte Fertigkontur des maßhaltigen Werkstücks wird in weiteren Durchläufen mit feineren Werkzeugen erzeugt (Schlichten), wobei feinere Späne abgenommen werden und eine höhere Oberflächengüte erzielt wird.